# マックス・ポンマー
マックス・ポンマー（Max Pommer, 1936年2月9日 - ）はドイツ・ライプツィヒ生まれの指揮者。

## 経歴
国立メンデルスゾーン音楽院とライプツィヒ大学でピアノ・指揮・音楽学を学び、ヘルマン・アーベントロート、ヘルベルト・フォン・カラヤンに師事。1978年ライプツィヒ・新バッハ合奏団を組織し（1987年まで芸術監督）、バロック作品を演奏して広く知られるところとなった。
1987年から1991年までライプツィヒ放送交響楽団首席指揮者、1990年から2003年までザールラント音楽大学指揮科教授、2001年から2011年までハンブルク・カメラータ音楽監督を務める。
ザルツブルク音楽祭、シュレースヴィヒ＝ホルシュタイン音楽祭に出演。スコットランド室内管弦楽団、セントポール室内管弦楽団、モーツァルテウム管弦楽団、南西ドイツ放送交響楽団などに客演。

## レパートリー
レパートリーは、バロックから現代音楽まで幅広くバラエティに富んでいる。レコーディングでは、ヨハン・ゼバスティアン・バッハ、ゲオルク・フリードリヒ・ヘンデル、ヴォルフガング・アマデウス・モーツァルトのほか、アルノルト・シェーンベルク、クルト・ヴァイル、エイノユハニ・ラウタヴァーラ、ハンス・アイスラー、パウル・デッサウなどの作品を録音している。
特にバッハでは、ライプツィヒ新バッハ合奏団との「ブランデンブルク協奏曲」などの名盤がドイツ・シャルプラッテン賞を受賞。また、ドイツ音楽だけではなく、クロード・ドビュッシーらフランスの作曲家も研究している。

## 日本での活動

### 日本での指揮活動
日本では、名古屋フィルハーモニー交響楽団、群馬交響楽団、大阪フィルハーモニー交響楽団、京都市交響楽団、山形交響楽団、日本フィルハーモニー交響楽団、オーケストラ・アンサンブル金沢、日本センチュリー交響楽団、新日本フィルハーモニー交響楽団、広島交響楽団、神奈川フィルハーモニー管弦楽団などに客演。
2015年4月から2018年3月まで札幌交響楽団の首席指揮者を務める。
2015年に新日本フィルハーモニー交響楽団と、2017年には札幌交響楽団と、バッハの管弦楽組曲全曲を演奏した。

### 札幌交響楽団とのＣＤ
- メンデルスゾーン：交響曲第2番「讃歌」
- ブルックナー：交響曲第4番「ロマンティック」
- シューマン：交響曲第4番、ヨハン・シュトラウス2世：皇帝円舞曲、R.シュトラウス：交響詩「ツァラトゥストラはかく語りき」
- バッハ：管弦楽組曲（４つの序曲）[7]